# Iris rosenbachiana
Iris rosenbachiana är en irisväxtart som beskrevs av Eduard August von Regel. Iris rosenbachiana ingår i släktet irisar, och familjen irisväxter. Inga underarter finns listade i Catalogue of Life.